# Margret Storck

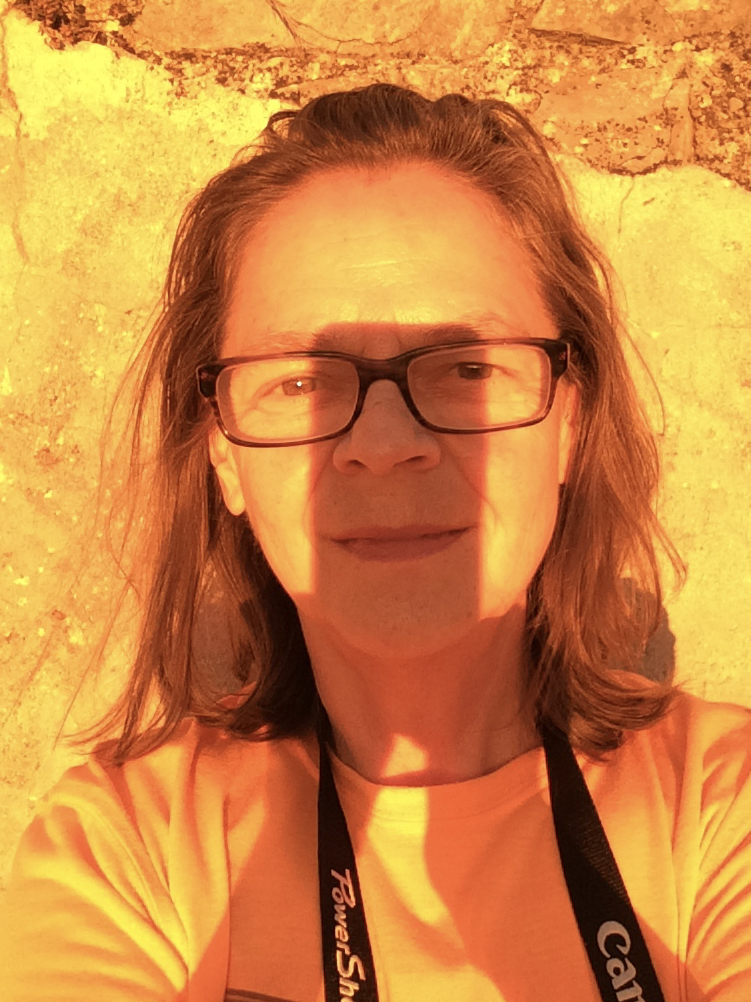
Margret Storck 2017

Margret Storck (* 30. August 1954 in Bremen) ist eine deutsche Malerin und Fotografin.

## Leben
Margret Storck wurde 1954 in Bremen geboren. Nach dem Fachabitur auf der Fachoberschule für Gestaltung studierte sie ab 1973 an der Hochschule für Künste Bremen zuerst Architektur und anschließend Grafik/Design, ehe sie zur Freien Malerei bei Rolf Thiele wechselte. 1979 schlug Axel Knopp sie zur Teilnahme an der Sixth British International Print Biennale in Bradford, England, vor, wo sie für ihren Siebdruck Tine den Young-Printmaker-Prize erhielt. 1980 machte sie ihr Diplom in Freier Malerei. 1981 wurde sie für ihre großformatigen Acrylbilder mit dem Bremer Förderpreis für Bildende Kunst ausgezeichnet. Ihre Werke wurden für das Alte Museum Berlin, vom Senat der Freien Hansestadt Bremen und für private Sammlungen erworben.
1985 zog sie mit ihrem Lebensgefährten Günther Roeder (Maler) nach Berlin. Vier Jahre später übersiedelten beide in die Provence. Seitdem lebt und arbeitet Margret Storck in Sablet, Vaucluse.

## Werke

### Malerei und Fotografie
1979 war Margret Storck für den Bremer Förderpreis für Bildende Kunst in der engsten Wahl, sie erhielt ihn 1981.
Arbeitete Margret Storck auch in der Malerei schon mit Schwarz-weiß-Fotografien als Bildvorlagen, so wurde für sie in den 1990er Jahren die Farbfotografie zu einem eigenen künstlerischen Ausdrucksmittel – befördert u. a. durch die technischen Entwicklungen der Digitalkamera.

### Kooperationen
1980 gehörte Storck zu den Gründungsmitgliedern der Gesellschaft für Aktuelle Kunst (GAK) in Bremen und schloss sich der Künstlergruppe N.N. an. Schon als Studentin nahm sie mit Thomas Hartmann, Hartmut Neumann und Uwe Oswald an Ausstellungen dieser Gruppe teil.
Engagement zeigt sie auch in dem südfranzösischen Weinbauerndorf Sablet, wo sie zusammen mit Claude Berard Ausstellungskonzepte für Malerei und fotografische Arbeiten in örtlichen Räumlichkeiten entwickelte. In den jährlichen Veranstaltungen Sixtrace und Vendanges photographiques werden sowohl ihre Bilder und Fotoarbeiten als auch solche von Künstler aus Deutschland und Frankreich gezeigt.

## Ausstellungen

### Einzelausstellungen (Auswahl)
- 1986: ShowRoom Kitsune, Berlin
- 1999: Galerie im Park, Bremen[3]
- 2014: Kühne Lage, Hamburg
- 2014: Sixtrace, Sablet[4]
- 2015: Schwedenschanze, Höhbeck, 21. März 2015[5]
- 2015: LIT, Hamburg, 22. März 2015[6]
- 2019: Reinmetall, Düsseldorf

### Gruppenausstellungen (Auswahl)
Margret Storck hat seit 1977 an zahlreichen Gruppenausstellungen in Deutschland, Frankreich und Polen teilgenommen, u. a.:
- 1982: 2. Bremer Kunstausstellung, Gesellschaft für Aktuelle Kunst, Bremen[7]
- 1982: Galerie Gruppe Grün, Bremen[8]
- 1983: Kunsthalle  Bremerhaven, Ausstellung Junge Bremer Künstler[9], Bremerhaven
- 2001: 5. Internationale Foto-Triennale, Esslingen[10]
- 2009: 15. Parcours de l’Art, Avignon[11], Frankreich
- 2011: Cloître des Cordeliers - Fictions des Femmes, mit Christiane Ponçon, Lydia Rump, Françoise Vadon, Tarascon, Frankreich
- 2016: Espace Culturel - Gigondas, Frankreich
- 2017: Galerie Studio UM - Avignon, Frankreich
- 2018: Un Pas de Côté, Salle du Moulin - Traversees - mit Bernard Dumas, Christiane Ponçon, Eva Vermeerbergen, Sablet, Frankreich
- 2019: Espace Culturel - Die Sprache der Störche, mit Per Gulden, Gigondas, Frankreich
- 2020: La Baume des Pèlerins - Monuments de Provence, mit Günther Roeder (Maler), Per Gulden, Daniele Isnard, Christiane Ponçon, Rolf Wienbeck, Sablet, Frankreich
- 2021: La Baume des Pèlerins - Candide, mit Per Gulden, Sablet, Frankreich
- 2021: Museum Marc Deydier - Laissez pour Contes - Cucuron, Frankreich
- 2022: La Baume des Pèlerins - Entre Antre et Baume, mit Per Gulden, Christiane Ponçon, Rolf Wienbeck, Sablet, Frankreich
- 2022: La Baume des Pèlerins - The eye of Wonder, mit 14 Künstlerinnen und Künstlern aus Frankreich, Deutschland, Italien und USA, Sablet, Frankreich
- 2022: La Baume des Pèlerins - Un Pas de Côté, mit Per Gulden, Sablet, Frankreich
- 2023: Kunstverein Pritzwalk - Das Eigene und das Fremde, mit Per Gulden - Pritzwalk
- 2023: Museum Marc Deydier - Sacré "e" Décos - Cucuron, Frankreich

## Publikationen
- Haus Coburg in Zusammenarbeit mit der Hochschule für gestaltende Kunst und Musik Bremen: Malerei, Zeichnungen und Druckgrafiken. Ausstellungskatalog. Bremen 1979, S. 46–53.
- Bradford Art Galleries and Museums: Sixth British International Print Biennale. Bradford 1979.
- Peter K. Kirchhof: ‘Durchbruch‘ / ‘Einfach lächerlich‘ – Bremer Kunstszene heute. In: Kurt Morawitz (Hrsg.): Die Horen. Band 1, Bremerhaven 1980, S. 93–103.
- Kunstverein Bremerhaven (Hrsg.): Ausstellungskatalog für Uwe Kirsch, Anna Solecka-Zach, Margret Storck, Wolfgang Wagner-Kutschker. Bremen 1983.
- Galerie im Park XIX Margret Storck. J'ai levé ma tête et je n'ai vu personne. Ausstellungskatalog. Bremen 1999.
- Andreas Baur (Hrsg.): Rahmenprogramm Moving Pictures. 5. Internationale Foto-Triennale Esslingen 2001.
- Hans-Joachim Manske, Rose Pfister (Hrsg.): As Time Goes By. 30 Jahre Bremer Förderpreis für Bildende Kunst. Bremen 2007, ISBN 978-3-9809465-4-4, S. 36–39.
- mit Martina Bick: Provenzalische Begegnungen. Edition Contra-Bass, 2014, ISBN 978-3-943446-17-3.